# محمد بهرامی
محمّد بهرامی (۱۲ مهر ۱۳۰۵ – ۲۵ اردیبهشت ۱۴۰۲) طراح، گرافیک، نگارگر و از پایه‌گذاران گرافیک نوین ایرانی بود.

## زندگی
وی در صنایع مستظرفه نزد استادان نقاشی ملی و سنتی ایران به فراگیری این هنر پرداخت و از دانشکده هنرهای زیبا فارغ‌التحصیل شد و دوره عکاسی را در انستیتو عکاسی نیویورک با درجهٔ ممتاز به پایان رساند. وی سال ۱۳۲۵ نخستین آتلیه خود را به نام «آرک» از نخستین آتلیه‌های گرافیک ایران با همکاری شاگردش جواد هاتف در خیابان لاله‌زار تأسیس کرد. بسیاری از استادان گرافیک و هنرهای تجسمی از جمله مرتضی ممیز، آیدین آغداشلو، محمد احصایی، علی‌اکبر صادقی، پرویز کلانتری، محمد تجویدی، بوریس آسیریان، علی شاه‌میری، حسین اسلامیان، محمدعلی زاویه، علی اصغر معصومی، عباس کوه‌زاد و بیوک احمری در این آتلیه با او همکاری داشتند.

### شاگردان سرشناس
- امین‌الله رضایی، پدر نقاشی سوررئال ایران، در سال ۱۳۳۵ در حالی که حدود بیست سال سن داشت، نزد محمد بهرامی گرافیک را فراگرفت.[۶]

## ترجمه و تألیف
وی سال‌ها به تألیف کتاب «تاریخ هنر ایران» مشغول و چند کتاب دیگر را نیز ترجمه کرده‌ بود. وی همچنین با تصویرسازی و نگارگری شاهنامه مجموعه نفیسی را به چاپ رسانید که دسامبر سال ۱۹۷۲ برابر با آذر ۱۳۵۱ از سوی بخش فرهنگی سازمان ملل متحد در مقر این سازمان در نیویورک به نمایش درآمد.

## آیین سپاس
به پاس یک عمر فعالیت هنری نکوداشتی از سوی خانه هنرمندان برای وی برگزار شد.